# Dendropsophus limai
Dendropsophus limai är en groddjursart som först beskrevs av Werner C.A. Bokermann 1962.  Dendropsophus limai ingår i släktet Dendropsophus och familjen lövgrodor. IUCN kategoriserar arten globalt som otillräckligt studerad. Inga underarter finns listade i Catalogue of Life.